# Mnaisistsqali
Mnaisistsqali (georgiska: მნაისისწყალი) är ett vattendrag i Georgien. Det ligger i den nordöstra delen av landet, 100 km norr om huvudstaden Tbilisi.